# Necrópolis dolmética de Dougga
La necrópolis dolmética de Dougga es un cementerio númida en el yacimiento arqueológico de Dougga en Túnez, situado al noroeste de la ciudad. 
Está formada por tumbas de tipo dolmético, con bóveda, y de balsa circular. Las tumbas dolméticas son una especie de caja abierta por un lado y formada por tres losas colocadas planas sobre las que reposa una losa de cobertura casi siempre de gran tamaño; generalmente son tumbas colectivas y gracias al lado abierto se podía reutilizar, este lado abierto se cerraba después del enterramiento con un muro de piedras fácilmente desmontable. Se han encontrado esqueletos humanos y restos de cerámica. Están datadas a partir del segundo milenio antes de Cristo, aunque seguían en uso durante el siglo I. Hay un tipo de tumba, las de bóveda y de balsa, que inicialmente se identificaron como dos torres de la muralla númida y que son en realidad dos tumbas de bóveda rectangulares, de tumbas de balsa solo se ha encontrado una, de forma circular con unas losas laterales en el centro y cubiertas por una losa monolítica encima, el monumento se enigmático y se le considera una tumba por el contexto en el que se encontró, junto a otras tumbas.